# 縣 (印度尼西亞)
縣（kabupaten）是印度尼西亞的第二級行政區，位在省之下，與市同級。印尼語名稱“kabupaten”來自於“bupati”，譯自荷蘭語“regentschap”（意為「攝政」）。
印度尼西亞目前共有416個縣，其中120個位於蘇門答臘，85個位於爪哇島，70個位於蘇拉威西島，47個位於加里曼丹，40個位於西巴布亞，其餘分散在各島嶼。